# Nemzetközi Rúdsport Szövetség
A Nemzetközi Rúdsport Szövetség (NRSZ) (angolul International Pole Sport Federation (IPSF) mint a Rúdsport nemzetközi irányító testülete, globális nonprofit szervezet, mely a GAISF (Nemzetközi Sportszövetségek Szövetsége) elismert megfigyelő-tagja. Az IPSF a nemzeti rúdsport egyesületek és szervezetek ernyőszervezete, ill. az évenkénti Rúdsport Világbajnokság szervező-házigazdája.

## Története
A rúdsport során a sportolók fém rudakat használnak, melyen akrobatikus és művészi mozdulatokkal, trükkökkel zenére koreográfiát készítenek. A 90'es és 2000es évek során a rúdtánc fitnesz tevékenységgé vált. 2009-ben Katie Coates és Tim Traitman megalakították az IPSF-et, hogy a rudazást, mint sporttevékenységet támogassák. Úgy vélték, bár a rúdtánc sportként fejlődik, a helyi versenyeken a követelményrendszer nem szabványosított, ezért szerettek volna a további fejlesztések és professzionalizálás érdekében megfelelő struktúrát és korrekt eljárásrendet létrehozni. Az IPSF irányítását egy végrehajtó bizottság végzi.
Az IPSF szabályokat és követelményrendszert alakított ki a rúdsport szabályozására, úgy mint a pontrendszer, az egészségre és biztonságra vonatkozó szabályozások, valamint a sporttisztviselők tanúsítása. Az IPSF-el nemzeti szervezetek szorosan együttműködnek, hogy ezeket a szabványokat a nemzeti rúdsport versenyeken betartassák. Az IPSF-el együttműködő nemzeti rúdsport szövetségek már Afrikától Ázsiáig több kontinensen is megalakultak, míg más szövetségek számára folyamatban van a szervezeti terv megalkotása, amellyel megszerezhetik az IPSF jóváhagyását. Magyarországon például az IPSF-el együttműködő szervezet a Magyar Rúdsport Szövetség Archiválva 2019. február 25-i dátummal a Wayback Machine-ben. Az IPSF által szervezett Rúdtánc Világbajnokságra a legjobb versenyzőiket ezek a nemzetközi szervezetek kvalifikálják. Az IPSF az egyik aláírója a Nemzetközi Doppingellenes Ügynökség által elfogadott Nemzetközi Doppingellenes Kódexnek (egy kód, mely új lendületet adott a Nemzetközi Olimpiai Bizottságnak (IOC)). Az IPSF szervezésében 2012-ben került először megrendezésre a Rúdtánc Világbajnokság, melyen a résztvevők férfi, női és ifjúsági ágban versenyezhettek.  2017-ben már 36 ország 229 versenyzője vett részt a megmérettetésen. A nézők a verseny élő közvetítését online tudták követni. Az IPSF a SolidSport-al együttműködésben készítette és reklámozta a világbajnokságot a nézők számára.
Az IPSF egy találkozó keretében már jelezte a Nemzetközi Olimpiai Bizottság felé, hogy célkitűzéseik közt szerepel a rúdsport olimpiai sportágként való elfogadtatása. Az erre irányuló erőfeszítéseik felkeltették a média figyelmét a rúdsport, az IPSF és annak alapítói iránt. Legutóbb az IPSF 2015-ben jelentkezett a SportAccord-hoz (mai nevén Nemzetközi Sportszövetségek Szövetsége vagy GAISF), és 2017-ben formálisan megfigyelői státuszt kapott a szervezettől. A média megkérdőjelezte az IPSF célkitűzéseit, és hogy a rúdsport lehet-e hivatásos sport, elsősorban a fiatal sportolók körében; emellett beszámoltak a sport szabványosítására tett törekvéseikről, a szervezet által szervezett bajnokságok sportkövetelményeiről, a korosztályok szélesebb körű bevonásáról a bajnokságokon, gyermektől az elit kategóriáig. Néhány rúdtáncos aggodalmát fejezte ki azzal kapcsolatban, hogy az IPSF törekvései és professzionalizálása előmozdítja-e a rúdsportot a rúdtánc más követelményeivel szemben, például hogy a rudazás sportosabbá, szabványosabbá tétele a művészi oldal rovására fog-e menni. Ezzel szemben más rúdtáncosok hisznek benne, hogy ezek a kezdeményezések nagyobb nemzetközi elismeréshez juttathatják a sportot, melyek potenciálisan nagyobb anyagi és nemzetközi támogatással, és a fiatalabb korosztály magasabb részvételével járhatnak. Az IPSF egyes szabványai kifejezetten a rúdsport és a torna megkülönböztetésére szolgálnak.  Az IPSF szerint a szervezet 3oldalú megállapodást kötött a GAISF -val és a FIG-vel (Nemzetközi Torna Szövetség) a további feltételekről, mellyel a FIG támogatná az IPSF belépését a GAISF-ba.

## Szakágak
A rúdsport mellett az IPSF létrehozott kódexeket és szabványokat az ultra pole, artistic pole es para pole szakágak számára is. Az ultra pole magába foglalja a résztvevők közötti trükk megmérettetéseket. Az artistic pole a rúdsporthoz képest több hangsúlyt fektet a művészi elemekre. A para pole-t „a paralimpiai kritériumoknak megfelelően fejlesztették ki, mely most három kategóriát tartalmaz: izom-, végtag-és látáselégtelenség”.
A szövetség tagjai
| Afrika                                                           | Amerika | Ázsia és Óceánia | Európa |
| Teljes jogú tagság                                               | Teljes jogú tagság | Teljes jogú tagság | Teljes jogú tagság |
| ---------------------------------------------------------------- | --- | --- | --- |
| - Dél-afrikai Köztársaság (South African Pole Sports Federation) | - Brazília (Federação Catarinense de Pole Sports - Fecapole Archiválva 2019. január 9-i dátummal a Wayback Machine-ben) - Kanada (Canadian Pole Federation) - Kolumbia (Pole Sports Colombia) - Mexikó (FEMEXPOLE Pole Sports Archiválva 2018. december 20-i dátummal a Wayback Machine-ben) - Amerikai Egyesült Államok (American Pole League) - Venezuela (Venezuela Pole Sports) | - Ausztrália (Australian Pole Sports Federation) - Kína (China Pole Sports Federation Archiválva 2019. február 5-i dátummal a Wayback Machine-ben) - Japán (Japan Pole Sports) - Kazahsztán (Kazakhstan Pole Sports Federation) - Új-Zéland (New Zealand Pole Sports Federation Archiválva 2019. február 4-i dátummal a Wayback Machine-ben) - Dél-Korea (Korean Pole Sport Association) | - Dánia (Dansk Pole Sports Forening) - Finnország (Finnish Pole Sports Federation) - Németország (Deutsche Pole Sport Meisterschaft) - Görögország (Hellenic Pole Sports Federation) - 🇭🇺Magyarország (Pole Sports Hungary Archiválva 2019. február 25-i dátummal a Wayback Machine-ben) - Olaszország (Pole Sports Italia) - Hollandia (Paalsport Bond Nederland) - Norvégia (Norwegian Pole Sports Federation) - Lengyelország (Polish Pole Sports Federation) - Portugália (Portugal Pole Sports Federation) - Románia (Romanian Fitness & Pole Sports Federation) - Oroszország (Russian Pole Sports Federation) - Spanyolország (Spanish Pole Federation) - Svédország (Swedish Pole Federation) Archiválva 2019. február 4-i dátummal a Wayback Machine-ben - Svájc (Swiss Pole Sports Federation) - Ukrajna (Ukraine Pole Sports and Aerial Federation) - Egyesült Királyság (Pole Sports UK) |
| Tagság folyamatban                                               | | | |
|                                                                  | - Bermuda (Bermuda Pole Sports Federation) - Bolívia (Bolivian Pole Sports Federation) - Chile | - India (Indian Pole Sports Association) Archiválva 2018. november 18-i dátummal a Wayback Machine-ben - Khirgisztán | - Belgium (Belgium Pole Sports Federation) Archiválva 2019. január 24-i dátummal a Wayback Machine-ben - Bosznia-Hercegovina (Bosnia and Herzegovina Pole Sports Federation) - Észtország |